# Susanne Hausschmid
 (avril 2025).
 (avril 2025).
Susanne Hausschmid est une actrice et productrice allemande.

## Biographie
Elle vit à Munich, elle a étudié l'anglais à Melbourne.

## Filmographie
- 2002 : Fishnet
- 2003 : Amours tumultueuses
- 2004 : Defenceless: A Blood Symphony
- 2008 : Cannibal Suburbia